# Музей космонавта Георгія Берегового
Музей космонавта Георгія Берегового — один з історичних музеїв Донеччини, який відкрився 1977 року як народний музей, а 1979 став відділом Донецького обласного краєзнавчого музею. В 1992 р. музей набув статусу самостійного Державного музею історії м. Єнакієвого.

## Історія музею
Музей історії Єнакієвого засновано як громадський при Єнакієвській філії Донецького політехнічного інституту в 1967 р. Коли в 1973 році філію політехнічного інституту було закрито, музей припинив свою роботу. Вдруге він розпочав свою роботу в 1977 році у зв'язку з активною діяльністю вчителів історії Григорія Петровича Косенка та Анатолія Володимировича Клевцова, історика та археолога Віктора Федоровича Клименка й здобув звання народного. В 1979 році музей став державним та відділом Донецького обласного краєзнавчого музею. В 1992 р. музей набув статусу самостійного міського музею історії м. Єнакієвого та став комунальною власністю міста. Капітальний ремонт та реекспозицію здійснено в 1992—1995 рр. і 2007—2008 рр. З лютого 2011 року він має ім'я двічі Героя Радянського Союзу, літуна-космонавта Георгія Берегового.

## Загальна характеристика
Експозиція музею розміщена в п'яти залах та налічує понад п'ятнадцять тисяч експонатів. Музей має унікальну археологічну колекцію. Найстарішою річчю вважають кременевий різець часів палеоліту, знайдений у селищі Розівка біля Єнакієвого. Цікавою є колекція кременевих знарядь доби мезоліту, а також знарядь праці, посудів, прикрас катакомбної, бабінської (культура багатопружкової кераміки) та зрубної культур доби бронзи. Представлені також матеріали скіфського, сарматського. До етнографічної колекції входять рушники, сорочки, речі побуту. Музей розкриває історію Старопетрівського дослідного чавуноливарного заводу, на якому 1862 року вперше в країні було проведено перетоплювання руд на кам'яному вугіллі.
Після реекспозиції відкрито зали «Археологія» та «Історія рідного краю з часів заселення до 1939 року», «Єнакієве в період Великої Вітчизняної війни», «Життя і діяльність Г. Т. Берегового». Представлені нові матеріали про відомого металурга, віцепрезидента АН СРСР в 40-50 ті роки XX ст. академіка Івана Павловича Бардіна, який в 1917—1923 рр. працював на Єнакієвському металургійному заводі. В окремому залі розповідається про Валерію Даувальдер — академіка, почесного члена Золотого Легіону ЮНЕСКО, письменницю, поетесу, скульптора, де представлені її особисті речі, репродукції картин, відома мозаїка з дорогоцінного та напівдорогоцінного каміння «Троянди Донбасу».
Зал космонавтики, присвячений двічі Герою Радянського Союзу, літунові-космонавтові СРСР, генерал-лейтенанту авіації, почесному громадянину міста Георгію Береговому — один із найцікавіших залів музею. Тут наявно понад 500 експонатів, 300 з яких речові. Ці експонати представлені особистими речами, документами, світлинами й розкривають багатогранне життя космонавта. Найбільшу цікавість у відвідувачів викликають скафандри «СК-2» і «Яструб», спусковий апарат й орбітальний відсік корабля «Союз», набір харчів, інструменти, обладнання для роботи в космосі.
Працівники музею проводять науково-просвітницьку, виставкову роботу, використовуючи не лише власні фонди, а й фонди інших установ. Постійним є пошук нових імен жителів Єнакієвого — видатних діячів науки, культури, спорту, державних діячів, вивчення стародавньої та сучасної історії міста.